# Biarozki (rejon homelski)
Biarozki (biał. Бярозкі; ros. Берёзки, Bieriozki) – wieś na Białorusi, w obwodzie homelskim, w rejonie homelskim, w sielsowiecie Ułukauje, nad Ipucią.
Biarozki położone są przy drodze magistralnej M10. Znajduje się tu mijanka i przystanek kolejowy Biarozki, położona na linii Zakapyccie – Homel.